# 复线铁路

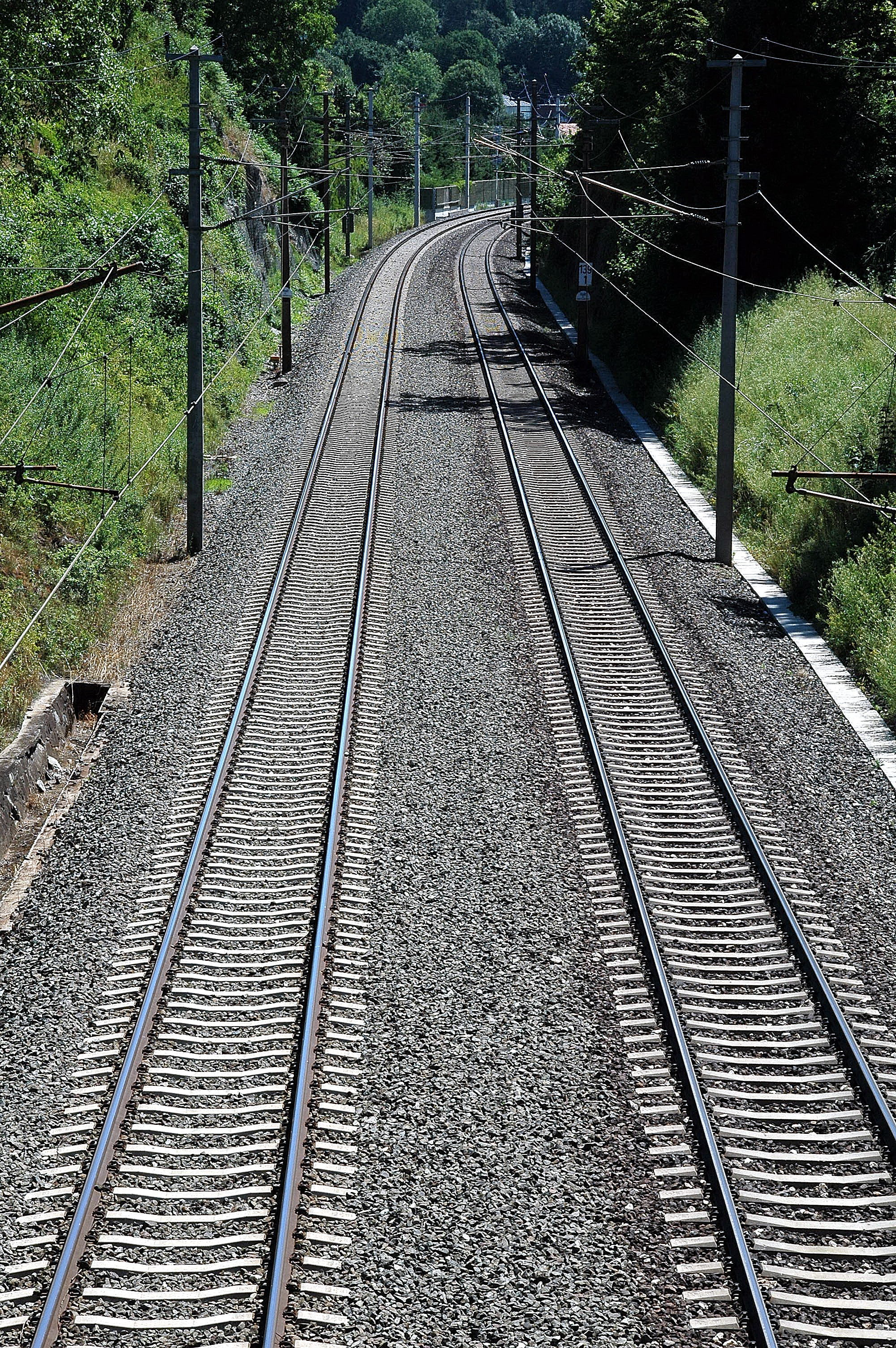
複線路軌

复线铁路，或双线铁路，是指在同一时间，两个相对的通行方向的列车互不干扰的铁路。有别于单线铁路，单线铁路通常每隔一段距离就设置一个会车时使用的车站，称为“会让站”，用于相对行驶的列车停车避让。
复线铁路有点类似于“分道行驶”的公路，通过合理的设置，没有正面相撞的危险，可以大大提高运输的效率。但是复线铁路显然需要更宽的路基，在山区等地形困难的地段，有时不得不仍然只建设单线铁路，甚至部分仅供会车使用的车站不得不建在隧道中和桥梁上。
复线铁路解决了单线铁路的会车的问题，但并未解决同方向不同速度的列车的追越问题。快速列车要超越慢速列车有两个方式：
1. 慢速列车停车待避快速列车，为这样的用途而设置的车站称为“越行站”。
2. 修建第三线和第四线的铁路。如广深铁路是中国大陆的第一条四线铁路[1][2][3]，山手线的路段大量使用复线。

各国的繁忙铁路干线、高速铁路、城市轨道交通系统为了達成高密度和高效率，大部分都是复线铁路。

## 平行复线与非平行复线
平行复线是指两条铁路线路相距很近（中国铁路规定普速复线相距不小于4米，高速复线相距不小于4.4米），走向大致平行，沿途接轨的各车站相同。一般在地势简单或者一次新建成复线的情况下采用这种情况，具有占地节省、投资节省、共用车站的技术设备与行车设施等优点。所经过的桥梁、隧道往往都是复线桥、复线隧道。
非平行复线是指两条线路线路虽然也是分为上下行固定行车方向，但是相距可能较远，线路走向可能不一致，沿途接轨的车站也可能不一致的情况。这是因为沿线地势复杂困难，难以布置双线；或者是既有单线运量饱和而新增建第二线改为复线行车，既有老线与第二线由于建设年代不同导致设计、施工技术差别巨大，往往是既有老线沿山麓河谷曲折展线，而新建第二线大量采用桥梁、隧道的捷径线。西康铁路的秦岭特长隧道就是因地势与施工限制，采取两条单线隧道。而丰沙铁路、陇海铁路的宝鸡——天水段，都是在既有单线技术条件下非常落后的情况下，新增二线采取了非常高的线路标准，桥隧比很大。上越線原设计为单线铁路，进行复线化改造后，另一单线行车方向在深山隧道中，造就部分车站——如土合站——的另一行车方向月台也藏在深山隧道内。

## 複線與單線並列
雙線鐵路有複線與單線並列兩種形式，差別在於列車行駛的安排，複線的情況列車在各別行車線只會向固定方向行駛，而單線並列則是各別行車線都可以雙向運行。
單線並列在台鐵稱為“雙單線”，而台灣高鐵稱為“雙線”。

## 注意
双线铁路並非指有两条铁轨的“双轨铁路”，而单线铁路也非指只有一条铁轨的“单轨铁路”。